# Valerius Herberger
Valerius Herberger est un théologien allemand et auteur de poèmes né le 21 avril 1562 à Wschowa, en Pologne aujourd'hui (l'ancienne Fraustadt allemande) et décédé dans la même ville le 18 mai 1627.

## Biographie
Fils du fourreur Martin Herberger et de la chanteuse Anna Hoffmann, Valerius vit avec sa tante Barbara après la mort prématurée de son père en 1571. Son parrain, le pasteur Martin Arnold, le prend sous sa coupe et le fait entrer à l'école latine de Fraustadt puis, de 1572 à 1584 il étudie la théologie à Francfort-sur-l'Oder et Leipzig. Valerius Herberger revient alors dans sa ville natale pour y enseigner à l'école latine qu'il a fréquentée en tant qu'élève quelques années plus tôt et y assurer la charge de juge de paix. 1590 est une année importante pour lui: il est nommé diacre de l'église Sainte-Marie le 21 mars et épouse Anna Rüdinger, fille d'un conseiller municipal de Fraustadt. À la mort du pasteur Leonhard Krentzheim, Valerius est nommé premier prédicateur de la ville le 30 décembre 1598. En 1604, Sigismond III, le roi polonais, enjoint à la communauté luthérienne de laisser la place aux catholiques romains. La peste de 1613 affecte beaucoup la famille Herberger mais son fils Zacharias, théologien comme son père, lui apporte un grand soutien. En 1623, Valérius est victime d'un premier accident vasculaire cérébral ; un deuxième, en février 1627, lui est fatal quelques mois plus tard. Son fils Zacharias reprend sa charge mais ne lui survit que quatre années. La famille s'éteint avec la mort du petit-fils, Valerius Herberger Jr, qui meurt en 1641, durant ses études à Königsberg.
Valerius Herberger est un poète très apprécié de son temps et il se voit attribuer le pseudonyme de " petit Luther " ou de " évangéliste Abraham de Santa Clara ". Johann Sebastian Bach reprend un de ses poèmes dans sa cantate BWV 95.

## Œuvres
- Trois livres de sermons : Evangelische Herzpostille, Epistolische Herzpostille et Geistreiche Stoppelpostille
- Magnalia Dei s. de Jesu Scripturae nucleo et medulla, erbauliche Betrachtungen über die alttestamentlichen Bücher Mose, Josua, Richter, Ruth
- Passionszeiger
- Trauerbinden d. h. Leichenpredigten in 7 Theilen
- Erklärung des Buches Sirach in 95 Predigten
- Psalterparadies, Erklärung der Psalmen 1–23, fortgesetzt von seinem Sohn Zacharias Herberger